# إم آر كي كركا
إم آر كي كركا هو نادي كرة يد في سلوفينيا. يلعب في الدوري السلوفيني لكرة اليد. يقع مقره في نوفو ميتسو.